# Tetanurer
Tetanurae ("Styv svans") är en klad av theropoder (underordningen som omfattar köttätande dinosaurier). Tetanurae består av flera av de största och mest välkända utvecklingslinjerna inom Theropoda, såsom Megalosauroidea (med bland andra Spinosaurus), Carnosauria (med bland andra Allosaurus) och Coelurosauria (med bland andra Tyrannosaurus, Oviraptor, Velociraptor, Troodon samt Avialae, det vill säga fåglarna och deras närmsta släktingar).
Tetanurerna skiljdes troligen åt från den andra gruppen theropoda dinosaurier, ceratosaurier|na, under sen trias. De dyker först upp som fossil under äldre jura för ungefär 190 miljoner år sedan och nådde en global utbredning under mellersta jura.
En huvudsaklig anpassning som binder samman tetanurerna är ett sofistikerat andningssystem med luftsäckar, vilket har utvecklats vidare i fåglarna, i kombination med ett avancerat hjärt- och kärlsystem. Andra drag inkluderar att de skiljer sig från ceratosauria genom bland annat att händerna är proportionerligt större, med oftast högst tre fingrar, och att svansarna är betydligt styvare byggda än hos andra theropoder (vilket har gett gruppen dess namn).
Megalosauroider (i synnerhet spinosauriderna) och allosaurider dominerade ett flertal olika nischer under yngre jura och äldre krita, men verkar båda ha dött ut innan kritperiodens slut, möjligen på grund av konkurrens med ceratosaurier och tyrannosaurider. Coelurosaurier överlevde till kritperiodens slut, då en majoritet av grupperna dog ut till följd av utdöendet vid krita–tertiär-gränsen, och lever kvar än idag i form av fåglarna.
Kladistiskt kan Tetanurae definieras som allt som är mer släkt med gråsparven (Passer domesticus) än med Ceratosaurus och Carnotaurus. Denna definition är alltså stambaserad.